# تپه کوند (۴)
تپه کوند (۴) مربوط به اواسط دوران‌های تاریخی پس از اسلام است و در شهرستان بوئین‌زهرا، روستای کوند واقع شده و این اثر در تاریخ ۲ آبان ۱۳۸۲ با شمارهٔ ثبت ۱۰۵۵۳ به‌عنوان یکی از آثار ملی ایران به ثبت رسیده است.